# روبن غارسيا
روبن غارسيا (بالإنجليزية: Ruben Garcia)‏ هو مهندس أمريكي، ولد في 1 أبريل 1946 في سووث إل مونتي في الولايات المتحدة.